# Aithops
Aithops (altgriechisch Αἶθοψ Aíthops) ist in der griechischen Mythologie ein Kämpfer im Trojanischen Krieg.
Aithops ist einzig in der Posthomerica des Quintus von Smyrna bezeugt. Dort ist er der Sohn des Pyrrhasos und im Trojanischen Krieg ein Gefährte des Memnon. Er wird im Kampf von Antilochos getötet.